# Route principale 5 (Hongrie)
Pour les articles homonymes, voir Route 5.
 (janvier 2016).
Si vous disposez d'ouvrages ou d'articles de référence ou si vous connaissez des sites web de qualité traitant du thème abordé ici, merci de compléter l'article en donnant les références utiles à sa vérifiabilité et en les liant à la section « Notes et références ».
La route principale 5 (en hongrois : 5-ös főút) est une route hongroise reliant Budapest à la Frontière serbe. 

## Description
La route, parallèle à la route M5 (route européenne 75), part de Budapest et mène via Dabas, Kecskemét, Kiskunfélegyháza, Kistelek jusqu'à Szeged et de là jusqu'à Röszke à la frontière entre la Hongrie et la Serbie. 
En Serbie elle est prolongée par la route régionale 100.
La longueur totale de la route est de 185 kilomètres.

## Tracé
| Km     | Agglomérations   | Carte interactive |
| ------ | ---------------- | ----------------- |
| 0 km   | Budapest         |                   |
| 24 km  | Alsónémedi       |                   |
| 37 km  | Dabas            |                   |
| 49 km  | Hernád           |                   |
| 52 km  | Örkény           |                   |
| 58 km  | Táborfalva       |                   |
| 62 km  | Felsőlajos       |                   |
| 67 km  | Lajosmizse       |                   |
| 83 km  | Kecskemét        |                   |
| 98 km  | Városföld        |                   |
| 113 km | Kiskunfélegyháza |                   |
| 139 km | Kistelek         |                   |
| 146 km | Balástya         |                   |
| 162 km | Szeged           |                   |
| 185 km | Röszke           |                   |

## Galerie

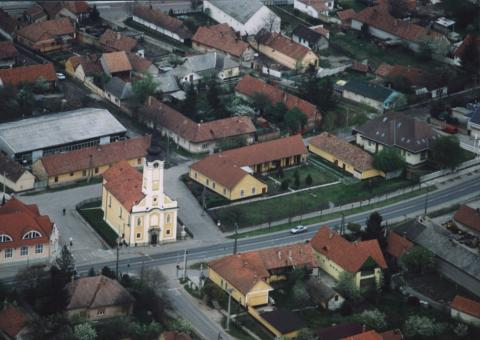
La route 5 devant l'église d'Alsónémedi.
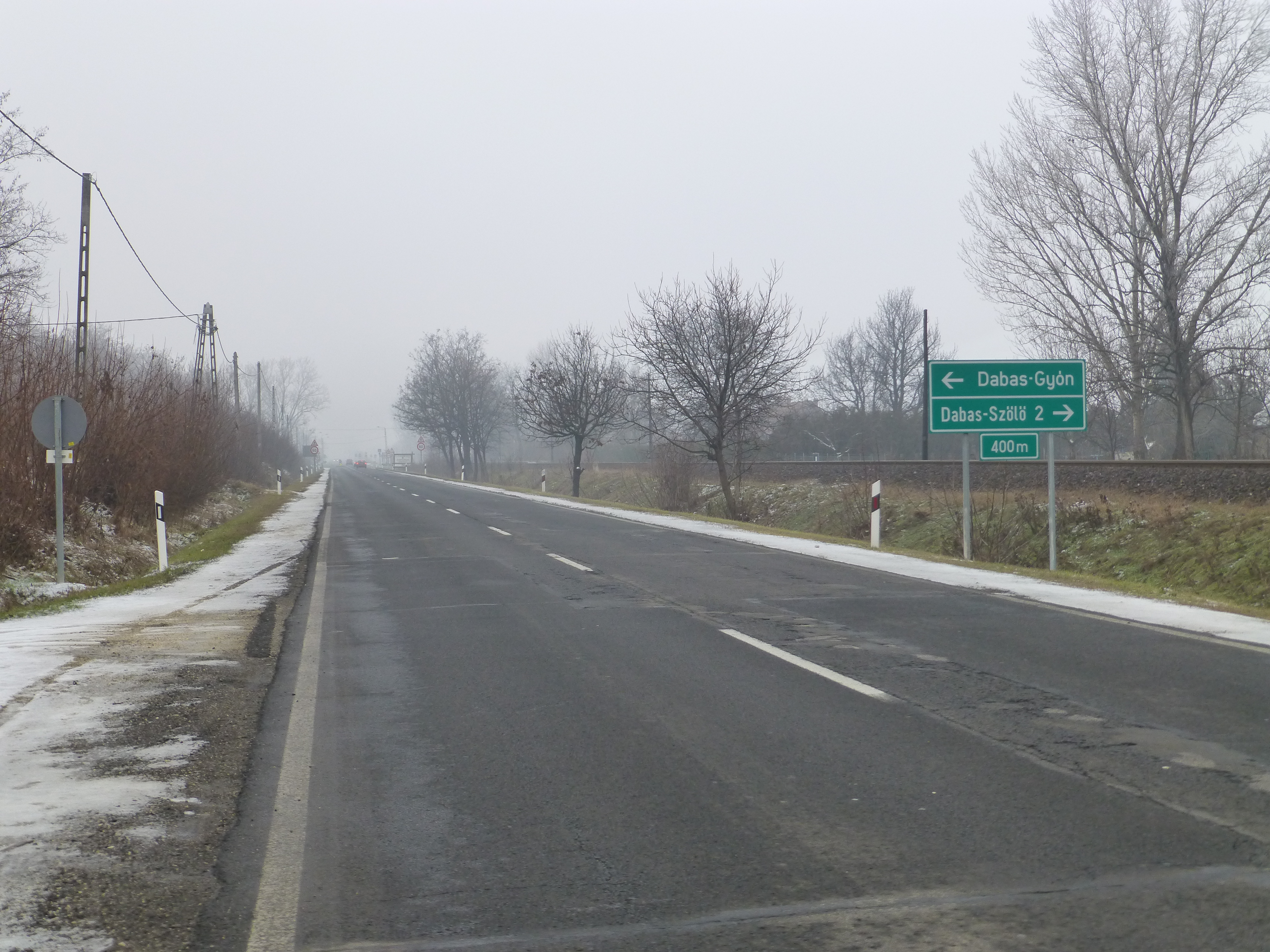
La route à Dabas-Gyón.
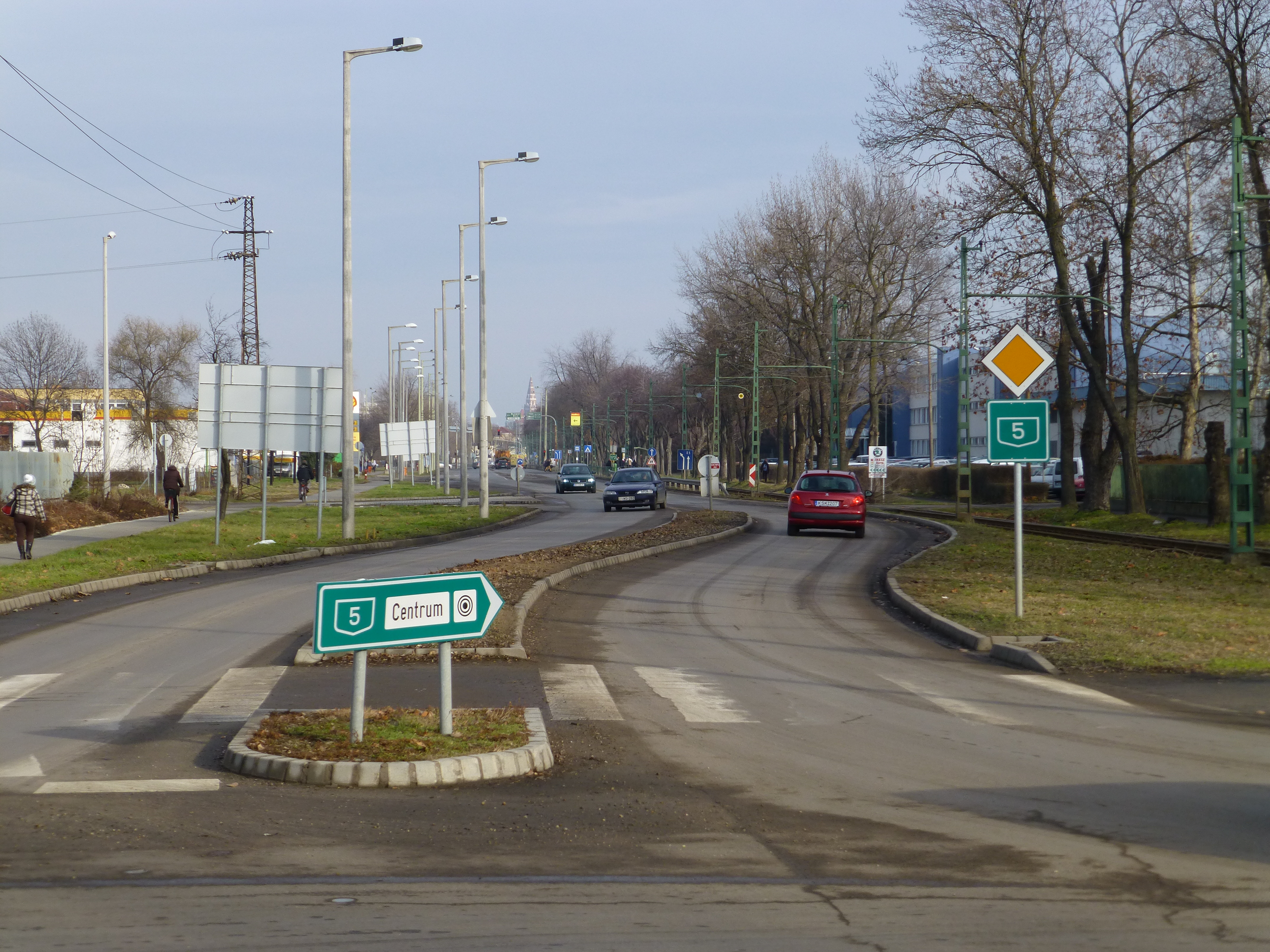
La route à Szeged.